# Комар (поема)
«Комар» (лат. Culex) — невелика поема, яку приписують римському поетові Вергілію, частина Appendix Vergiliana. Думки дослідників про справжнього автора розходяться.

## Опис
За даними Светонія, Вергілій написав поему у 16-річному віці, тобто в 54 році до н. е. (На думку деяких дослідників, найпізніше з можливих датувань — середина 44 року до н. е. ). Її герой — пастух, який засинає на сонці, не помічаючи, як до нього повзе гадюка. Комар жалить пастуха, той прокидається, вбиває комара і помічає змію. Вбивши і її, чоловік ховає свого рятівника і пише віршовану епітафію на могильному камені .
Більшість дослідників бачить у цій поемі пародіювання стилю ритора Епідія, який навчав Вергілія ораторському мистецтву; Тадей Зелінський припустив, що це переклад з грецької . Поема могла бути присвячена Гаю Октавію/Октавіану : можливо, саме до нього Вергілій звертається кілька разів як до «святого хлопчика»  («Хлопчик святий, тобі ця пісня…» ). Втім, звучать голоси проти цієї гіпотези . Більшість дослідників вважає, що поема була написана невідомим поетом «епохи Тиберія — Клавдія» .